# Sozialer Grenznutzen
Unter dem sozialen Grenznutzen (engl. marginal social benefit oder marginal social utility) versteht man den privaten Grenznutzen zuzüglich oder abzüglich externer Effekte. Beide Konstrukte basieren auf dem Grenzkosten-Konzept und stehen sich im Prinzip auch als Nutzen gegenüber (sozialer Nutzen vs. privater Nutzen).
Darunter versteht man in etwa den zusätzlichen Grenznutzen bzw. die verminderten sozialen Grenzkosten aller Gesellschaftsmitglieder, die durch die Ausweitung einer wirtschaftlichen Aktivität um eine Messeinheit entstehen. Mathematisch betrachtet, kann man sich den Grenznutzen als Ableitung des Nutzens vorstellen.
Für die Gesellschaft ist die Wahl eines Aktivitätenniveaus oder einer Produktionsmenge sozial-optimal, bei der die sozialen Grenzkosten der letzten Messeinheit mit dem sozialen Grenznutzen übereinstimmen (Grenzkosten-Grenznutzen-Regel). Für eine Privatperson ist dagegen die Wahl eines Aktivitätsniveaus optimal, bei der ihre privaten Grenzkosten der letzten Messeinheit mit ihren privaten Grenznutzen übereinstimmen.
Wohlfahrtsfunktionen versuchen den Gesamtnutzen der Bevölkerung einer Volkswirtschaft zu messen.

## Bedingungen und Eigenschaften
Die Eigenschaften der sozialen Grenznutzenfunktion beruhen auf denen der zugrundeliegenden sozialen Nutzenfunktion. Unabhängig von deren genauen Typ, müsste eine gesellschaftliche Wohlfahrtsfunktion durch Aggregation individueller Nutzenfunktionen erzeugt werden. Kenneth Arrow zeigte in seinem Unmöglichkeitstheorem, dass verschiedene gegensätzliche Präferenzen verschiedener Individuen nicht zu einem gesamtgesellschaftlichen Nutzen aggregiert werden können.
Im Prinzip setzt die Addition von Individualnutzen, ein kardinales Nutzenverständnis voraus bzw. einen interpersonellen Nutzenvergleich (vgl. auch Nutzenquantifizierung und Interpersoneller Nutzenvergleich).

## Beispiele

### Umweltschutz
Insbesondere bei Umweltschutzmaßnahmen weichen sozialer und privater Nutzen stark voneinander ab: Der Nutzen einer Umweltschutzmaßnahme verteilt sich auf alle lokalen bzw. globalen Gesellschaftsmitglieder, so dass der private nur einen unendlich kleinen Bruchteil des sozialen Nutzen ausmacht.
Die soziale Grenzkostenkurve ist ebenso wie die volkswirtschaftliche Angebotskurve ansteigend, da die volkswirtschaftliche Ausweitung der Umweltschutzinvestitionen die Inanspruchnahme immer teurerer Lieferanten notwendig macht. Die soziale Grenznutzenkurve ist sinkend, wenn mit den ergiebigsten Vermeidungsaktivitäten begonnen wird. Das soziale-optimale Niveau einer Vermeidungsaktivität wird im Schnittpunkt beider Kurven erreicht.
Der private Nutzen einer Umweltschutzmaßnahme unterschreitet in der Regel den sozialen Nutzen, so dass ohne Eingriffe des Gesetzgebers das sozial-optimale Aktivitätsniveau bei weitem unterschritten wird. Der private Nutzen besteht aus dem Imagegewinn und in wenigen Branchen wie z. B. der Bio-Landwirtschaft aus der Verbesserung der Produktqualität.
Will der Staat ein sozial-optimales Aktivitätsniveau erreichen, muss er den Verursacher externer Kosten belasten oder Vermeidungsaktivitäten fördern oder vorschreiben, so dass privates und sozialen Optimum übereinstimmen.

### Forschungskosten
Auch in der Grundlagenforschung kommt es oft vor, das der soziale Nutzen bzw. Grenznutzen höher ist als der private. So führe in den USA ein in Forschung und Entwicklung investierter US-Dollar (USD) zu 5 bis 20 USD Gewinn für die Gesellschaft.